# 巨體龍屬
巨體龍屬（學名：Bruhathkayosaurus）其學名是由梵語的「बृहतः」及「काया」，加上古希臘文的「蜥蜴」，意即「巨大身體蜥蜴」。而巨體龍很有可能是現今所發現最巨大的恐龍之一。而這個主張是由Yadagiri及Ayyasami於1989年所提出的，但是卻一直備受質疑及討論。
巨體龍原先被分類在獸腳亞目下，被認為像是暴龍一類的雙足肉食性恐龍。然而，於1995年之未公佈評估中，表明所發現的化石其實屬於蜥腳下目恐龍，換言之就如同泰坦巨龍類般的四足草食性恐龍，如同腕龍一樣有著高聳的長頸及鞭狀的長尾巴。在2006年，David Krause等人的馬達加斯加脊椎動物研究中，正式將巨體龍歸類於蜥腳下目。

## 發現歷史
巨體龍的化石被發現於印度南端泰米爾納德邦的蒂魯吉拉伯利東北的一個村莊。化石發現於Kallemedu地層，這個地層被估計是屬於上白堊紀的麥斯特裡希特階。巨體龍一直生存至7000萬年前的中生代末期。已發現的化石部位包括有臀部骨骼（腸骨及坐骨）、部份股骨、脛骨、橈骨、及一節尾椎的椎體。

## 分類
巨體龍屬只有一個種，模式種Bruhathkayosaurus matleyi。正模標本（編號GSI PAL/SR/20）是由Yadagiri及Ayyasami在1989年所描述、命名的。Yadagiri及Ayyasami原先將巨體龍分類在肉食龍下目中的不明科。在1995年，薩克查吉特（Sankar Chatterjee）將巨體龍重新歸類在泰坦巨龍類之中。這是根據巨體龍的巨大四肢骨頭及骨盆結構。
原有的文獻只描述了化石的很少化石資料，並且只有幾幅素描圖。這引起猜測指那些骨頭其實是矽化木；就如同波塞東龍的發現者，最初以為波塞東龍的化石是樹幹化石。

## 最巨大的體型
根據公佈的說明中，將脛骨（脛骨的）巨體龍屬為2m（6.6英尺）長。這比阿根廷龍的脛骨大29％ ，只有1.55米（5.1英尺）長。零碎的股骨同樣巨大，橫跨遠端，尺寸為75厘米（2.46英尺），比南極龍的股骨大33％，尺寸為56厘米（1.84英尺）。
巨體龍屬的總體尺寸估計值尚未公佈，但古生物學家和研究人員已在互聯網上發布了初步估計。在2001年6月的博客文章中，Mickey Mortimer估計巨體龍屬的長度可能達到40-44米（131-144英尺），可能重達200-250噸，但在後來的博客文章中重新計算這些估計值，把估計長度修正至50-55米（164-180英尺）。2021年5月的博客文章Sauropod Vertebra的古生物學家Matt Wedel使用與阿根廷龍作出比較，計算出巨體龍屬的重量甚至能夠高達309公噸。
相比之下，阿根廷龍估計長度至少35米（115英尺），重達80-100噸。所有這些蜥腳類恐龍只能從部分或片段遺骸中得知，因此尺寸估計值不確定。通過將現有骨骼與類似恐龍的骨骼進行比較來計算長度，這些骨骼從更完整的骨架中得知並且等長地縮放它們。然而，這種推斷永遠不會超過一個有根據的猜測，特別是尾巴的長度通常很難判斷。確定質量更加困難，因為在化石記錄中很少有軟組織存活的證據。此外，等長縮放是基於身體比例保持不變的假設，但不一定是這種情況。特別是，由於有限數量的相對完整的標本，鈦氧化物的比例並不為人所知。
如果巨體龍屬的大小估計是準確的，它的大小將與藍鯨相似。成熟的藍鯨長度可以達到30米（98英尺）比巨體龍屬短得多，老記錄保持者藍鯨的重量為177噸。但是巨體龍屬長達55米（180英尺），重量超過300噸，或會成為新的記錄保持者。
另一種鮮為人知而體型比較接近巨體龍屬的是缺失的背脊的蜥腳類恐龍。卡彭特（2006）以梁龍屬來比較, 估計極巨龍屬的長度為58米（190英尺），重量為122.4噸。然而卡彭特(2018)用雷巴齊斯龍科來比較時, 估計極巨龍屬的長度應為30-32米（98-105英尺）。

## 外部連結
- What were the longest/heaviest dinosaurs? （页面存档备份，存于）, by Mike Taylor.
- Earthshakers from UK Dinosaurs.